# Jacobus Odé

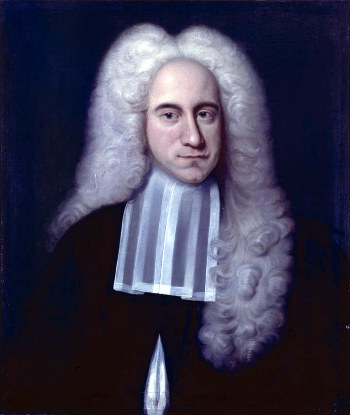
Jacobus Odé

Jacobus Odé (auch: Jakob Ode; * 11. Dezember 1698 in Zutphen; † 28. November 1751 in Utrecht) war ein niederländischer Philosoph, reformierter Theologe, Mathematiker, Astronom, Geograph und Physiker.

## Leben
Ode hatte sich am 12. September 1716 an der Universität Harderwijk immatrikuliert, um ein Studium der philosophischen Wissenschaften und der Literatur zu absolvieren. 1721 wechselte er an die Universität Utrecht, wo er sich unter Josephus Serrurier mit der Abhandlung de atmosphaera den akademischen Grad eines Magisters der Philosophie erwarb. Am 27. Dezember 1723 wurde er außerordentlicher Professor für Philosophie an der Utrechter Hochschule und übernahm am 17. Januar 1724 den ordentlichen Lehrstuhl der Philosophie.
Seine weiteren Studien beschäftigten sich mit der Theologie. Dazu promovierte er in Utrecht unter Hieronymus Simons van Alphen mit der theologischen scholastisch antispinozistischen Abhandlung de decreto Dei am 15. November 1727 zum Doktor der Theologie, wurde am 15. Dezember 1727 zum außerordentlichen Professor der Theologie ernannt und erhielt am 16. Februar 1736 eine Anwartschaft auf eine ordentliche Professur. In jene Zeit fallen vor allem Vorlesungen zur Kirchengeschichte und er beteiligte sich an den dogmatischen Auseinandersetzungen seiner Zeit. Wobei hier vor allem seine literarische Auseinandersetzung mit dem Groninger Professor Antonius Driessen (1684–1748) hervorgehoben werden muss. Seine naturwissenschaftlichen Interessen traten aber immer mehr in den Vordergrund, so dass man ihm am 9. Dezember 1743 die ordentliche Professur der Astronomie, Mathematik und experimentellen Physik übertrug. Zudem beteiligte er sich an den organisatorischen Aufgaben der Utrechter Hochschule und war 1730/31 sowie 1743/44 Rektor der Alma Mater. Odés 1739 in Utrecht im Druck erschienenes Werk Commentarius de angelis wurde per Dekret der römisch-katholischen Glaubenskongregation vom 8. Juli 1765 auf den Index gesetzt.
Seine am 25. Juli 1748 mit Jacoba Adolphine (* 22. April 1686; † 12. Oktober 1750), Tochter des Majors im Grenadierregiment Adolph Frisvogel und dessen Frau Sophia van der Hoeff, geschlossene Ehe blieb kinderlos.

## Werke
- Disp. de principio actionum, quae in brutis observantur. Utrecht 1724
- Principia philosophiae naturalis, in usum scholarum privatarum. Utrecht 1. Bd. 1726, 2. Bd. 1727
- Theologia naturalis metaphysicis innixa principiis, methodo mathematica consignata. Utrecht 1728
- Diss. de sole Christi. Utrecht 1727
- Epistola ad A. Driessenium, in qua vera celeb. Lampii sententia de naturali et aeterna filii Dei a patre gencratione exponitur. Utrecht 1733
- Diss. Theolog. de serpente deceptore. Utrecht 1734
- Commentarius de Angelis. Utrecht 1739
- Diss. de anno jubilaeo Hebraeorum. Utrecht 1736, 1745
- Principia geographiae novae in Usum scholarum privatarum. Utrecht 1743

## Weblink
- Catalogus Professorum Academiae Rheno-Traiectinae